# Parafia Najświętszej Maryi Panny Niepokalanej w Southport
Parafia Najświętszej Maryi Panny Niepokalanej w Southport – parafia rzymskokatolicka, należąca do archidiecezji Brisbane.
Przy parafii funkcjonuje katolicka szkoła podstawowa Aniołów Stróżów.